# SN 2007rb
SN 2007rb – supernowa typu Ib/c odkryta 26 października 2007 roku w galaktyce NGC 2889. W momencie odkrycia miała maksymalną jasność 18,00m.